# U 23 – Tödliche Tiefen
U 23 – Tödliche Tiefen (Alternativtitel U 23 – Haie im Pazifik, Originaltitel Run Silent, Run Deep) ist ein US-amerikanischer Kriegsfilm des Regisseurs Robert Wise aus dem Jahr 1958, der nach dem gleichnamigen Roman von Edward L. Beach inszeniert wurde. Die Erstaufführung in Deutschland fand am 22. August 1958 statt.

## Handlung
Commander Richardson von der US Navy ist ein U-Boot-Kapitän, der sein letztes U-Boot durch einen  japanischen Akikaze-Zerstörer verlor. Er kann die Navy davon überzeugen, ihm ein neues Kommando zu geben, und wird Kapitän der USS Nerka. Richardson ist davon besessen, den feindlichen Kapitän, der Bungo Pete genannt wird, zu versenken. Zur Mannschaft des neuen U-Bootes gehört auch der Erste Offizier, Lieutenant Bledsoe. Bledsoe macht sich schwere Sorgen um die Sicherheit des Bootes und der Mannschaft, zudem ist er darüber aufgebracht, dass er kein eigenes Kommando erhalten hat.
Richardson beginnt, seine Mannschaft mit einem Manöver vertraut zu machen, bei dem das U-Boot eine Salve auf einen frontal angreifenden Zerstörer unmittelbar nach dem Tauchen schießt. Nachdem Richardson ein gegnerisches Frachtschiff übergangen hat, nur um einen japanischen Zerstörer zu versenken, wird die Mannschaft unruhig. Es ist offensichtlich für sie, dass Richardson sich nicht an die Missionsziele hält, sondern versucht, die Bungo-Straße unentdeckt zu erreichen.
Richardson entdeckt Bungo Pete, wird aber von alarmierten japanischen Flugzeugen angegriffen. Die Nerka muss alarmtauchen, drei Matrosen sind tot, Richardson hat eine Schädelverletzung erlitten und ist bewegungsunfähig. Ein Torpedo, den die Mannschaft für einen Kreisläufer der Nerka hält, verfehlt sie knapp. Bei dem anschließenden, massiven Wasserbombenangriff durch den japanischen Zerstörer erleidet das U-Boot schwere Beschädigungen. Um der Versenkung zu entgehen, greift Richardson zu einer Finte.
Der Kapitän lässt Ausrüstungsgegenstände, Planen und die Leichen der drei Kameraden durch ein Bugtorpedorohr ausstoßen, um den Japanern ihr Sinken vorzugaukeln. Der Trick gelingt, die Japaner sichten die aufgestiegenen Wrackteile und Leichen. Triumphierend glauben sie, die Nerka sei nun wirklich gesunken.
Bledsoe übernimmt das Kommando des Bootes und begründet dies mit der Verletzung des Kapitäns. Das Boot nimmt Kurs auf Pearl Harbor. Doch da erläutert der verletzte Kapitän Richardson den verwegenen Plan, in die Bungo-Straße zurückzukehren, weil man ja für versenkt gehalten wird.
Bledsoe nimmt diesen Vorschlag an und führt das Boot für den verletzten Kommandanten weiter. Der Zerstörer von Bungo Pete kann schließlich durch Bledsoe und das von Kapitän Richardson einexerzierte Manöver vernichtet werden, doch das Boot wird wiederum Ziel eines mysteriösen Torpedos.
Richardson folgert, dass Bungo Pete nicht allein bei der Zerstörung seines vorherigen U-Bootes am Werk war. Ein japanisches U-Boot muss ihm geholfen haben. Er steht von seinem Krankenlager auf, wankt zum Kommandoturm und ruft: „Bledsoe! Schnell...auf Tiefe! Der Torpedo kommt von dem, der sie alle versenkt hat! Ein japanisches U-Boot!“
Das Boot geht sofort auf Tiefe, und schon saust ein weiterer Torpedo über die Nerka hinweg. Beide U-Boote stellen die Maschinen ab und belauern sich unter Wasser, alle Geräusche an Bord vermeidend. Da die Trimmung alleine das Boot nicht stabil auf Tiefe hält, lässt Richardson die Nerka wieder auftauchen, was auch der japanische U-Bootkapitän bemerkt. Auch sein Boot stößt an die Oberfläche.
Die bereits auf der Brücke der Nerka stehenden Offiziere Richardson und Bledsoe bemerken das japanische U-Boot, wie es sich hinter einem ohne Ballast fahrenden Handelsschiff verbergen will, und nun überlässt Bledsoe seinem verletzten Kapitän Richardson die Ehre, den Japaner anzugreifen.
Ein mit geringer Tiefe eingestellter Torpedo unterläuft das Handelsschiff, das japanische U-Boot kann nicht mehr ausweichen, entsetzt verfolgt man von der japanischen U-Boot-Brücke die Blasenbahn des US-amerikanischen Torpedos. Bei der folgenden Detonation wird das japanische Unterseeboot auseinandergerissen.
Richardson hat sich zwar gerächt, bricht aber nun auf der Brücke der Nerka zusammen und verstirbt an den Folgen der erlittenen Kopfverletzung. Er bekommt unter Anteilnahme der Besatzung und einer würdigen Trauerrede durch Kapitän Bledsoe eine ehrenvolle Seebestattung.

## Kritiken
„Leidlich spannender Kriegsfilm, fragwürdig durch seine heroische Tendenz und die Idealisierung eines Heldenbildes.“

„Clark Gable und Burt Lancaster spielen die Hauptrollen in diesem packenden U-Boot-Film, der durch seine glänzende Besetzung und eine meisterhafte Spannungsdramaturgie nichts von seiner Faszinationskraft verloren hat.“

„Spannungspezialist Robert Wise („Bis das Blut gefriert“) inszenierte […] dieses klassische Vorbild für viele U-Boot-Dramen […] nicht ohne Pathos, aber intelligent und packend.“

„Ein Kriegsabenteuerfilm, der den Zweiten Weltkrieg als Aufhänger mißbraucht, nach den Gesetzen der Serie gemacht ist und fragwürdig soldatische Tugenden rühmt. Überflüssig.“

## Hintergrund
- Im Film heißt es (in der deutschen Synchronisation) "durch einen Akikaze-Zerstörer". Tatsächlich war die Akikaze ein einzelner Zerstörer der Minekaze-Klasse.
- In Deutschland wurde der Film auch unter dem Titel U 23 – Haie im Pazifik vertrieben.
- Der Autor der Romanvorlage, Edward L. Beach, war ein hochdekorierter U-Boot-Kommandant im Zweiten Weltkrieg. 1960 absolvierte er mit dem Atom-U-Boot USS Triton die erste Weltumrundung mit einem U-Boot.
- Der Film ist das Spielfilm-Debüt von Don Rickles.
- Der 1956 mit dem Oscar prämierte Produzent Hecht arbeitete viel mit Burt Lancaster zusammen, der Mitinhaber der Produktionsfirma war.
- Namhafte Darsteller gaben sich bei diesem Film die Ehre: Clark Gable (Oscar 1935), Burt Lancaster (Oscar und Golden Globe 1961) und Jack Warden (Emmy 1972).
- Robert Wise konnte 1962 und 1966 jeweils zweimal den Oscar gewinnen, jeweils als Regisseur und als Produzent. Zudem erhielt er 1967 einen Ehren-Oscar.
- Weitere bekannte Mitarbeiter des Films: Komponist Waxman (Oscars 1951, 1952; Golden Globe 1951), Art-Director Edward Carrere (Oscar 1968) und Spezial-Effekt-Fachmann A. Arnold Gillespie (Oscars 1948, 1960, 1964).
- Technischer und militärischer Berater des Films war Konteradmiral Rob Roy McGregor.

## Auszeichnungen
1959: 3. Platz bei den Laurel Awards in der Kategorie Top Cinematography – Black and White